# Cordilheira Brooks
A cordilheira Brooks (em inglês: Brooks Range; gwich’in: Gwazhał) é uma cordilheira situada no extremo norte da América do Norte, estendendo-se por aproximadamente 1.126 quilômetros no sentido oeste-leste, desde o norte do Alasca até o Yukon, no Canadá. Seu ponto mais elevado é o Monte Isto, com 2.735 metros de altitude. Estima-se que a cordilheira tenha se formado há cerca de 126 milhões de anos, durante o período Cretáceo.
Nos Estados Unidos, a Cordilheira Brooks é geralmente considerada uma subcordilheira das Montanhas Rochosas. No entanto, no Canadá, ela é tratada como uma cadeia distinta, uma vez que o limite norte das Montanhas Rochosas canadenses é tradicionalmente situado bem mais ao sul, na região do rio Liard, na província da Colúmbia Britânica.
Apesar de ser uma região majoritariamente despovoada, a cordilheira é atravessada pela Dalton Highway e pelo Oleoduto Trans-Alasca, que passam pelo Passo de Atigun, um desfiladeiro a 1.415 metros de altitude, rumo aos campos petrolíferos de Prudhoe Bay, no norte do Alasca. As principais comunidades ao longo da cordilheira são as aldeias indígenas de Anaktuvuk Pass e Arctic Village, além de pequenas localidades como Coldfoot, Wiseman, Bettles e Chandalar. No extremo oeste da cordilheira, próximo ao rio Wulik, situam-se as Montanhas De Long e a mina Red Dog, uma das maiores minas de zinco do mundo.

## Toponímia
O nome "Brooks Range" foi oficializado em 1925 pelo United States Board on Geographic Names, em homenagem a Alfred Hulse Brooks, geólogo-chefe do Serviço Geológico dos Estados Unidos (USGS) no Alasca entre 1903 e 1924.
Historicamente, a cordilheira também foi referida por outros nomes, como "Montanhas Árticas", "Montanhas Hooper", "Montanhas Meade" e "Montanhas do Rio Meade". A seção canadense da cadeia montanhosa é oficialmente chamada de Montanhas Britânicas (British Mountains), onde está localizado o Parque Nacional Ivvavik.

## Picos

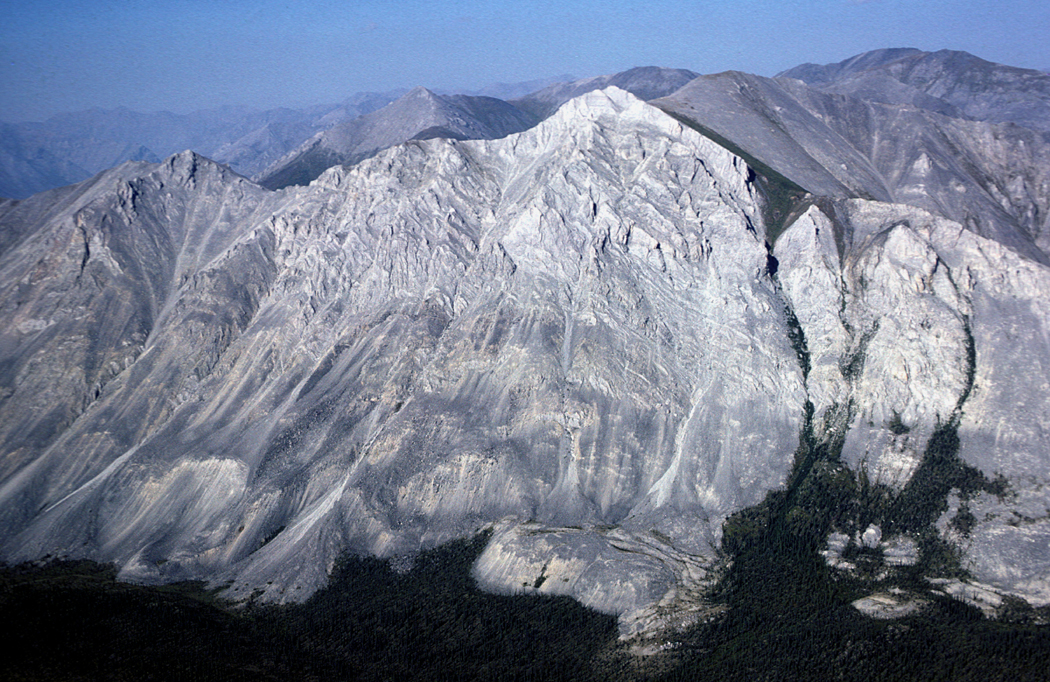
Montanhas da Cordilheira Brooks

Monte Limestack, na parte central da cordilheira

Alguns dos principais picos da Cordilheira Brooks incluem:
- Monte Isto – 2 735 metros

- Monte Hubley – 2 717 metros

- Monte Chamberlin – 2 713 metros

- Monte Michelson – 2 698 metros

- Monte Kiev – 2 369 metros, o ponto mais alto da parte central da cordilheira

- Monte Black – 1 530 metros, o ponto mais alto da parte mais ocidental

- Monte Doonerak – 2 272 metros

- Monte Igikpak – 2 522 metros

- Frigid Crags (Portão Oeste) – 1 677 metros

- Monte Boreal (Portão Leste) – 2 028 metros

- Monte Limestack – 1 905 metros

- Monte Cockedhat – 2 259 metros

## História
O explorador Bob Marshall percorreu a região do rio North Fork Koyukuk da cordilheira em 1929. Durante sua expedição, nomeou o Monte Doonerak, explicando que "o nome Doonerak eu tomei de uma palavra esquimó que significa espírito ou, como eles traduziriam, diabo". Marshall descreveu a montanha como "um gigante negro imponente, de aparência intransponível, o pico mais alto nesta seção da Cordilheira Brooks".

## Ecologia

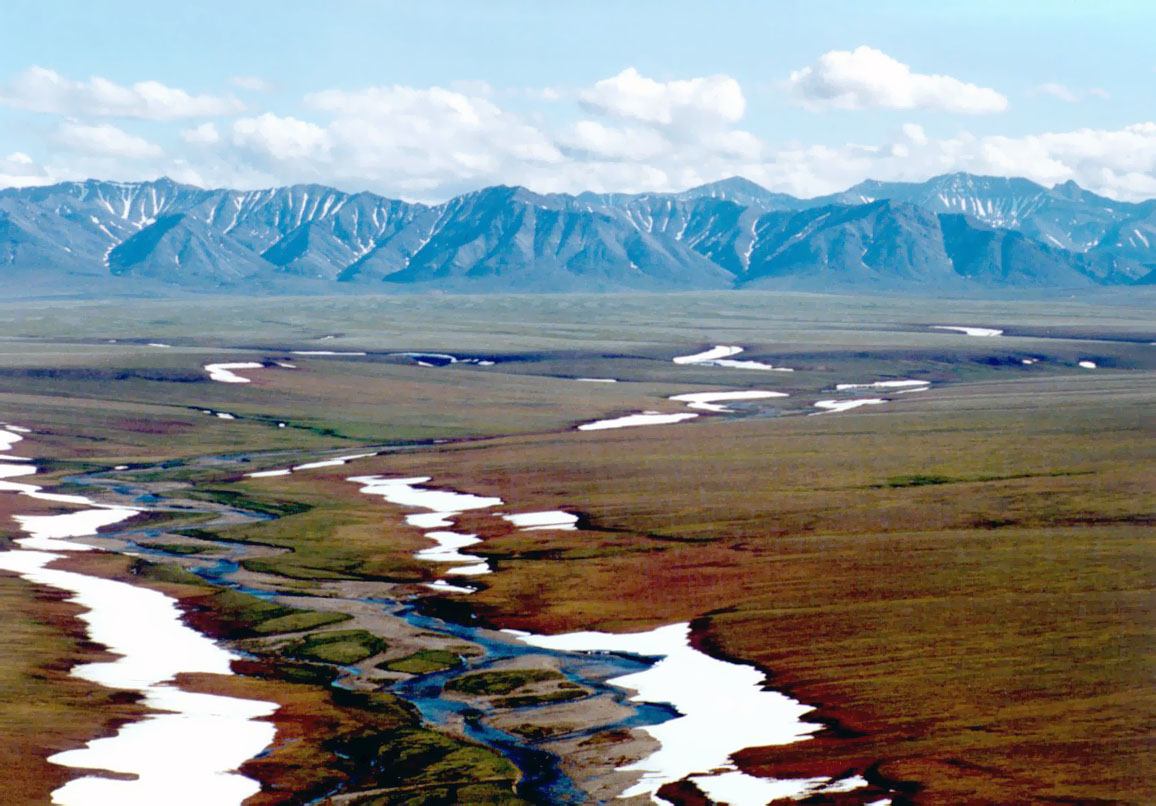
Área da planície costeira do Refúgio Nacional de Vida Selvagem do Ártico, voltada para o sul em direção à Cordilheira Brooks

A Cordilheira Brooks constitui a mais ao norte das divisões de drenagem continental da América do Norte, separando os cursos d'água que deságuam no Oceano Ártico daqueles que fluem para o Oceano Pacífico. A cadeia montanhosa também define, aproximadamente, a posição de verão da frente ártica e marca o limite norte da linha das árvores. Ao norte da divisão continental, a vegetação é escassa, limitando-se a raras populações isoladas de choupo-bálsamo. álamo-trémulo e pinheiro-do-canadá também ocorrem ao norte da cordilheira, mas são restritos a áreas afetadas por atividades humanas. As encostas meridionais da cordilheira são cobertas por abeto-negro, marcando o limite setentrional natural dessa espécie.
Com o aumento da temperatura média global, observou-se o avanço da linha das árvores para latitudes mais ao norte, alterando os limites naturais da vegetação da região. Também tem sido registrado um aumento na abundância de arbustos em áreas anteriormente dominadas por tundra, modificando a ecologia local.
A Cordilheira Brooks é uma das áreas mais remotas e menos alteradas da natureza da América do Norte. É habitat de espécies como o carneiro-de-dall, urso-pardo, urso-negro-americano, lobo-cinzento, alce e o caribu da manada Porcupine.
No Alasca, a manada Western Arctic, composta por cerca de 490 mil caribus (dados de 2004), realiza migrações anuais através da cordilheira. A manada Central Arctic (32 mil indivíduos em 2002) e a manada Porcupine (123 mil animais) também utilizam a Cordilheira Brooks como rota migratória, especialmente no interior do Refúgio Nacional de Vida Selvagem do Ártico. O percurso migratório da manada Porcupine é o mais longo conhecido entre os mamíferos terrestres.

## Paleontologia

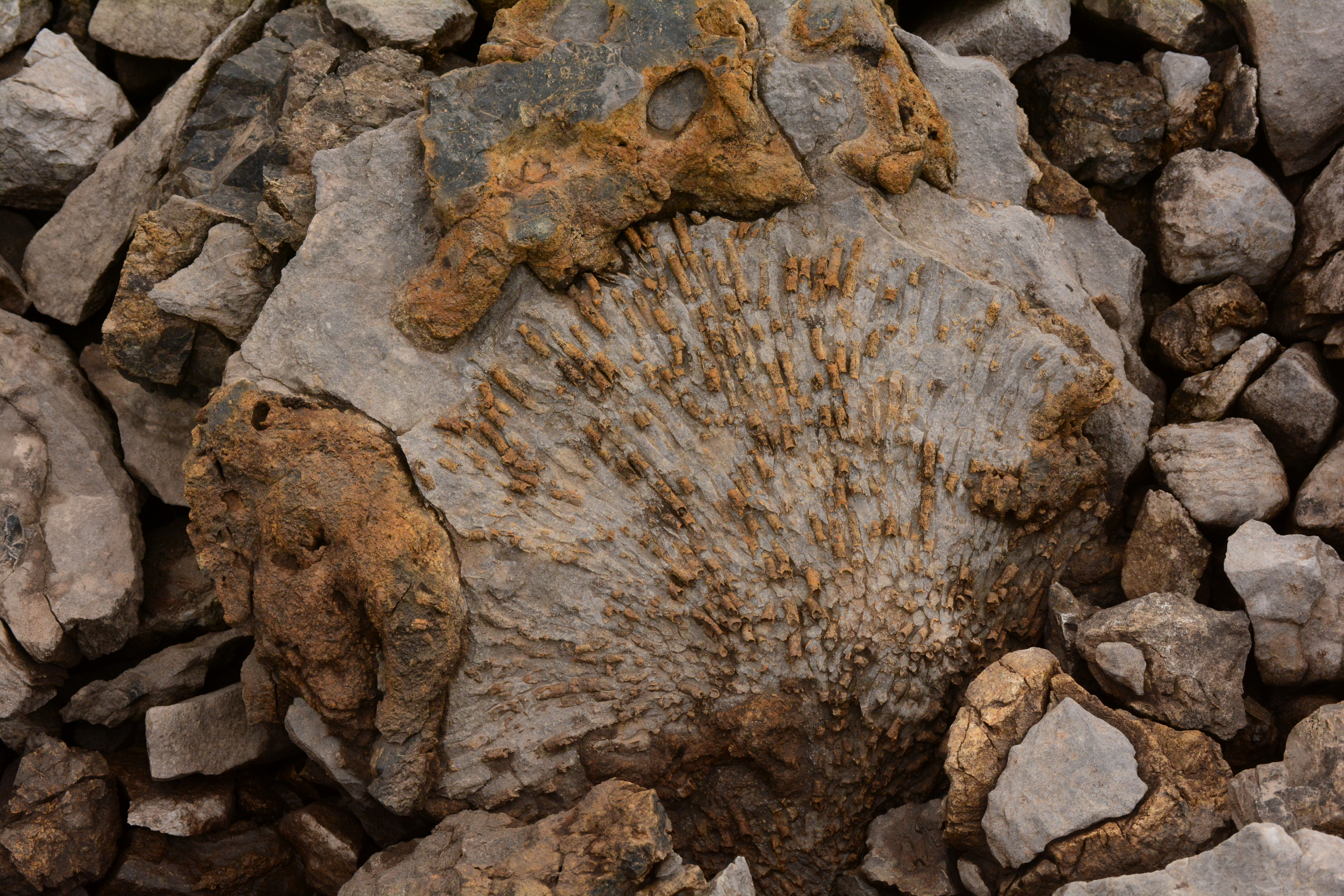
Fósseis de corais próximos à Limestack Mountain

Como as rochas da cordilheira se formaram em um antigo leito marinho, a Cordilheira Brooks contém fósseis de organismos marinhos. Além dos fósseis de coral encontrados na região, também foram identificados trilobitas e braquiópodes datados do Cambriano Médio em formações de calcário arenoso localizadas na parte central da cordilheira.
Durante o Cretáceo Médio, a faixa de empurrão da Cordilheira Brooks passou por uma significativa extensão regional, resultando em fragmentações tectônicas importantes.
Restos de um mamute-lanoso que viveu há cerca de 17 100 anos foram encontrados ao norte da cordilheira. Um estudo publicado em 2021 analisou a movimentação do animal ao longo da vida, revelando que percorreu distâncias equivalentes a duas voltas ao redor do planeta.

## Clima
Enquanto outras cordilheiras do Alasca, situadas mais ao sul e próximas à costa, recebem entre 635 e 1 270 centímetros de neve anualmente, a precipitação média de neve na Cordilheira Brooks varia entre 76 e 130 centímetros. Entre 1969 e 2018, as porções oriental e ocidental da cordilheira apresentaram um aumento de 17,2% na precipitação anual, atribuído às mudanças climáticas.
Segundo dados da estação meteorológica de Anaktuvuk Pass (a 770 metros de altitude), as temperaturas médias no verão variam entre máximas de 16 °C e mínimas de 3 °C. No inverno, a média das máximas é de –22 °C, enquanto as mínimas alcançam –30 °C.
A região é afetada pela amplificação polar, fenômeno climático em que o aquecimento é mais intenso nas áreas próximas aos polos. O norte e oeste do Alasca, onde se localiza a Cordilheira Brooks, estão aquecendo em um ritmo aproximadamente duas vezes superior ao do sudeste do estado. Entre 1969 e 2018, observou-se um aumento de temperatura média de verão entre 2,3 e 3,2 graus Celsius na cordilheira.
Em algumas partes da cordilheira ainda é possível encontrar manchas de neve permanente. Em 1985, essas áreas cobriam cerca de 88 quilômetro quadrados, mas em 2017 essa extensão foi reduzida a menos de 10 quilômetros quadrados.